# Davino Verhulst
Davino Verhulst (Beveren, 25 novembre 1987) è un calciatore belga, portiere del Belisia Bilzen.

## Carriera
È cresciuto nelle giovanili del KSK Beveren.
Ha giocato nelle massime serie belga, olandese e greca.

## Palmarès

### Club

#### Competizioni nazionali
- Coppa del Belgio: 3

Genk: 2008-2009
Lokeren: 2013-2014
Anversa: 2022-2023
- Campionato belga: 1

Anversa: 2022-2023
- Supercoppa del Belgio: 1

Anversa: 2023